# Penetrantia clionoides
Penetrantia clionoides är en mossdjursart som beskrevs av Bernard Bryan Smyth 1988. Penetrantia clionoides ingår i släktet Penetrantia och familjen Penetrantiidae. Inga underarter finns listade i Catalogue of Life.